# Resolução (música)
Resolução, Repouso ou Descanso, na música tonal ocidental, é a necessidade que uma nota e/ou um acorde tem de se mover de uma dissonância (um som instável) para uma consonância  (um som mais final ou estável). 

## Base
A resolução tem uma forte aplicação na música tonal uma vez que a música atonal contém níveis mais constantes de dissonâncias e não possui um centro tonal ao qual possa ser resolvida.
O conceito de resolução e o grau em que a resolução é esperada, depende do contexto cultural e do período histórico. Numa obra clássica do período barroco, por exemplo, um acorde de sexta (composto das notas Dó, Mi, Sol e Lá, por exemplo, possui uma forte necessidade de ser resolvido, enquanto que numa obra mais moderna essa necessidade é menos premente – no contexto da música pop ou jazz, tal acorde pode perfeitamente encerrar uma peça sem qualquer necessidade particular de ser resolvido.

## Exemplo
Um exemplo de uma única nota dissonante que precisa resolução, poderia ser um Fá durante um acorde de Dó Maior, Dó-Mi-Sol, que cria uma dissonância tanto com o Mi, como com o Sol e que pode ser resolvida para qualquer um dos dois, embora comumente o seja para o Mi (o semitom mais próximo). Relativamente às progressões de acordes, por exemplo, uma frase terminando com a seguinte cadência IV-V, uma cadência imperfeita, não tem um alto grau de resolução. Entretanto, se esta cadência for alterada para (IV-)V-I, uma cadência perfeita, ela se resolve de maneira muito mais intensa ao terminar num acorde de tônica.

## Uso na música
Dissonância, resolução e suspense podem ser empregados para criar interesse musical. Onde se espera uma melodia ou um padrão de acordes para resolver certa nota ou acorde, uma nota diferente, mas apropriadamente semelhante, pode vir a ser utilizada para resolver de modo distinto do aguardado, criando um som interessante e inesperado. Por exemplo, a cadência interrompida ou enganosa (deceptive cadence).